# Dosse

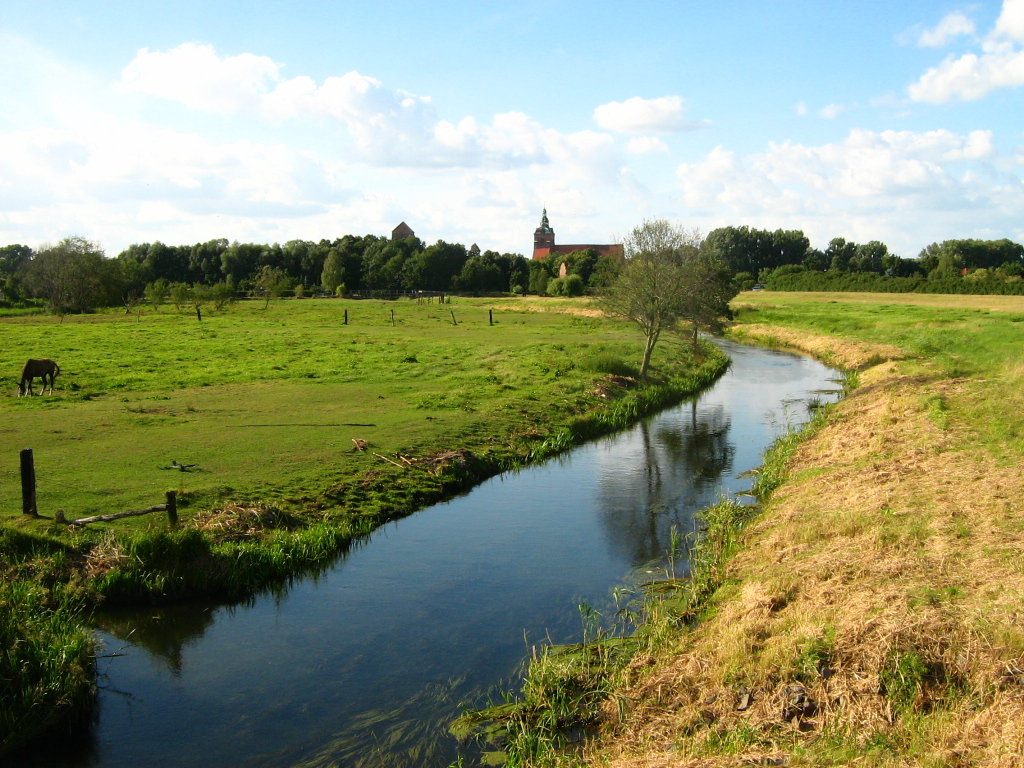
Dosse utanför staden Wittstock.

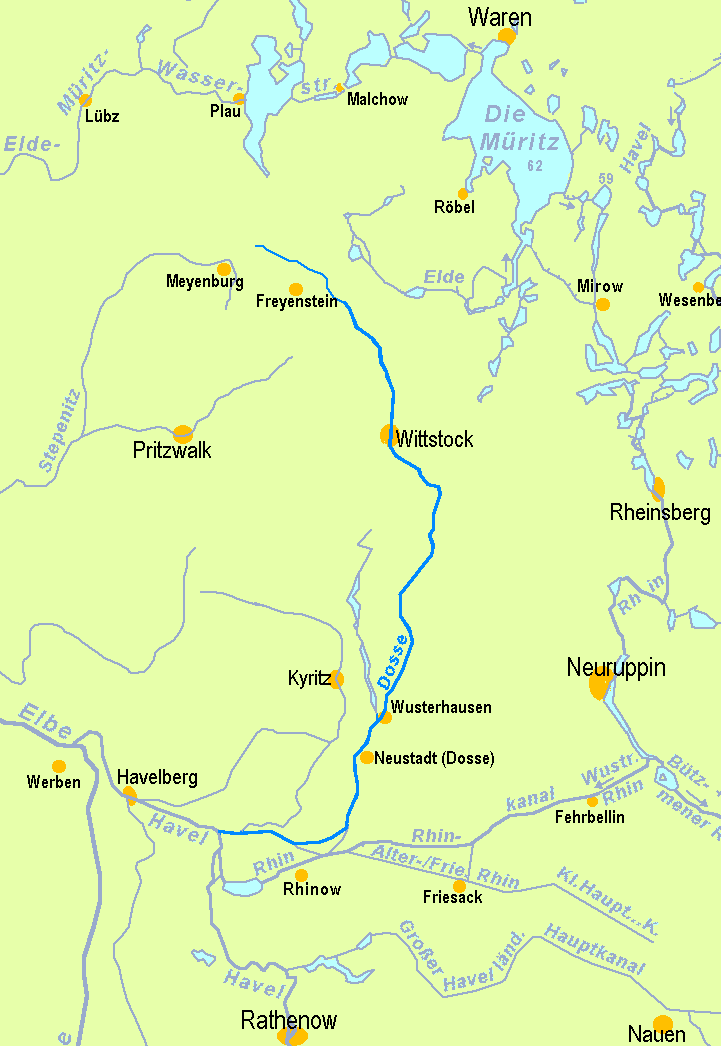
Dosse markerad i blått på kartan.

Dosse är en 96 km lång biflod till floden Havel i Tyskland som rinner genom förbundsländerna Brandenburg och Sachsen-Anhalt. Floden har ett avrinningsområde på 1 268 km² och är i sin tur via Havel del av Elbes avrinningsområde.  Den har sin källa nordöst om Meyenburg i Prignitz och rinner förbi städerna Wittstock/Dosse och Neustadt (Dosse) till sin mynning i Havel vid Havelberg.